# Mondidol

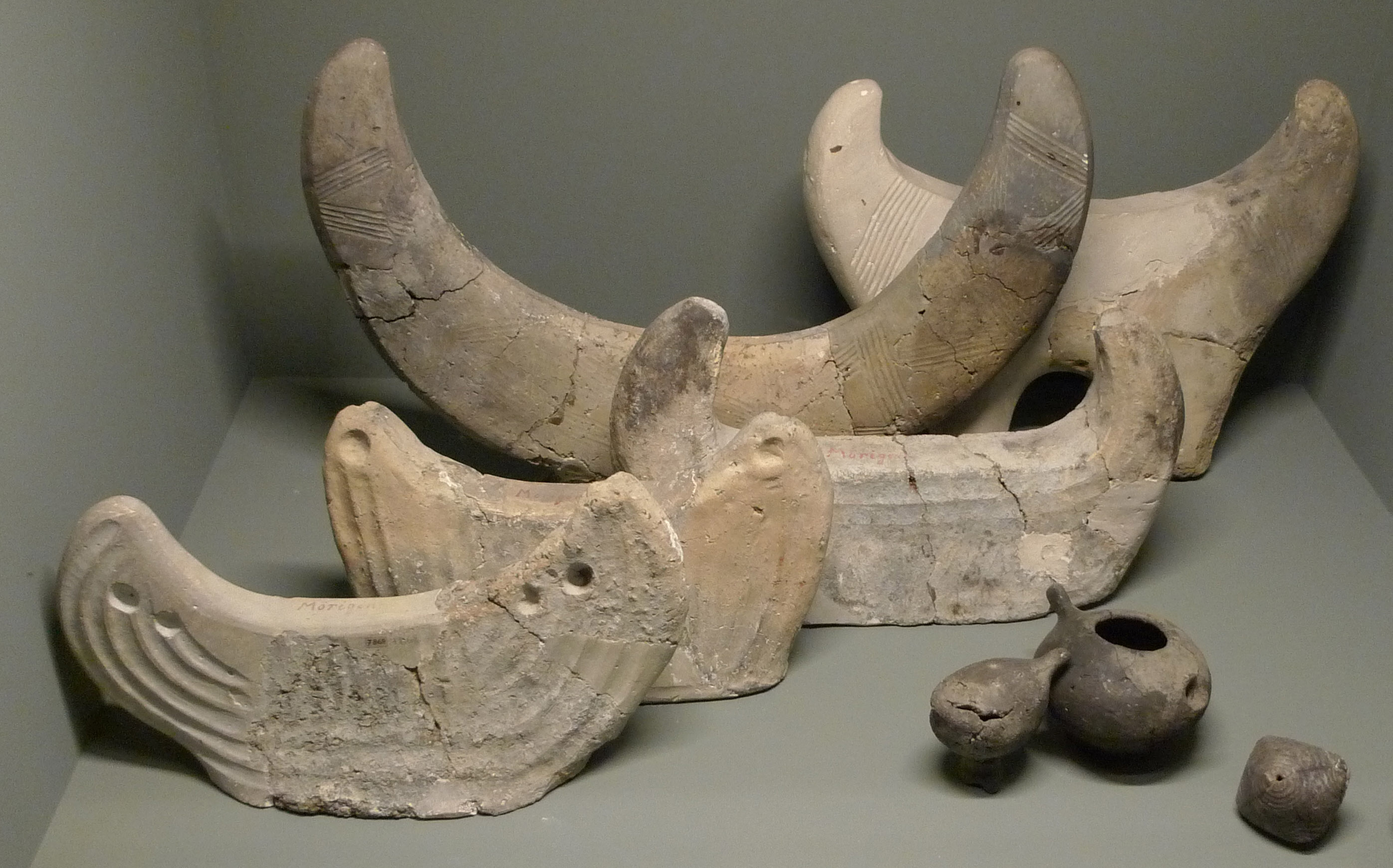
Mondhörner

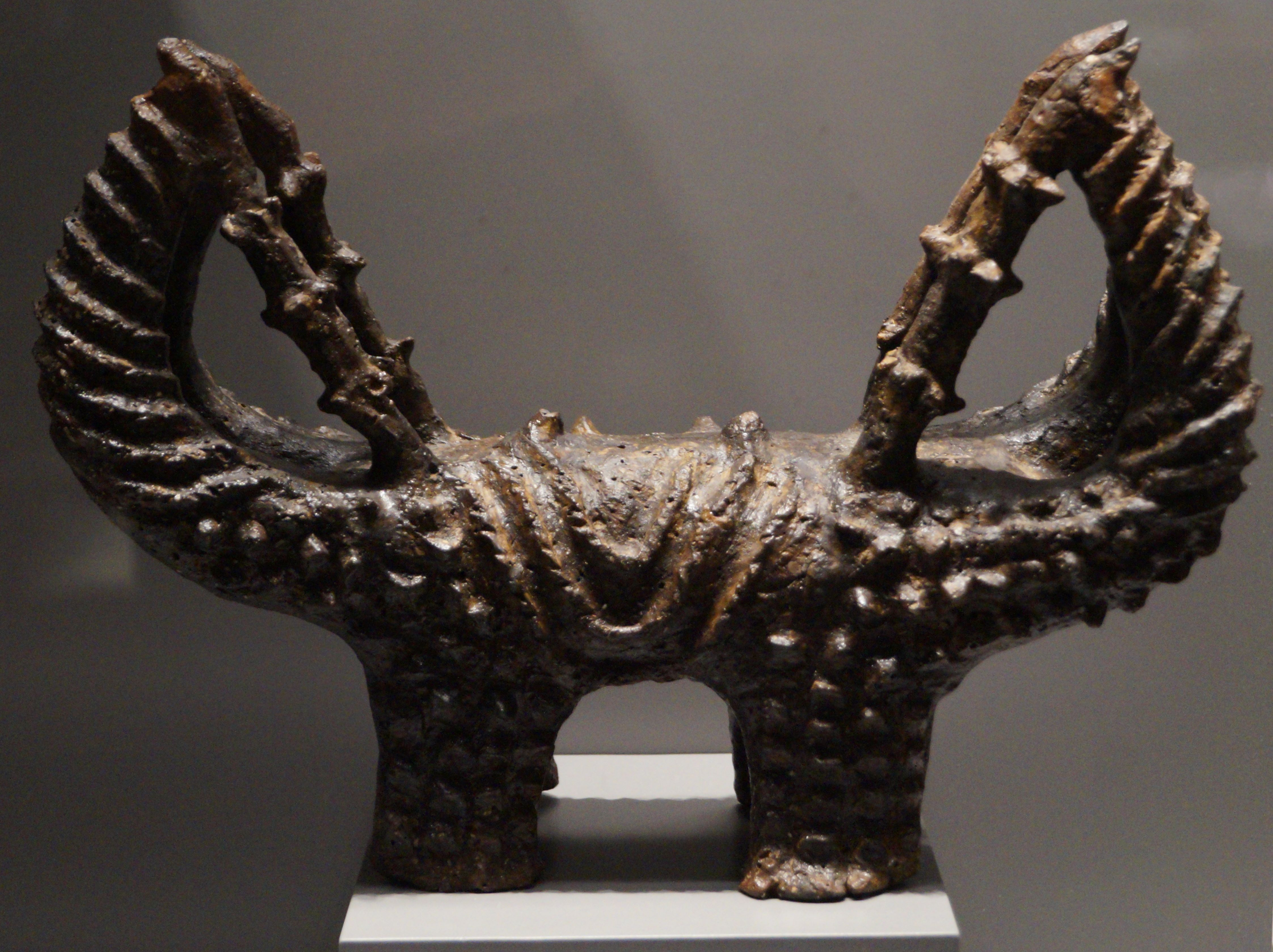
Sopron Hallstattzeit

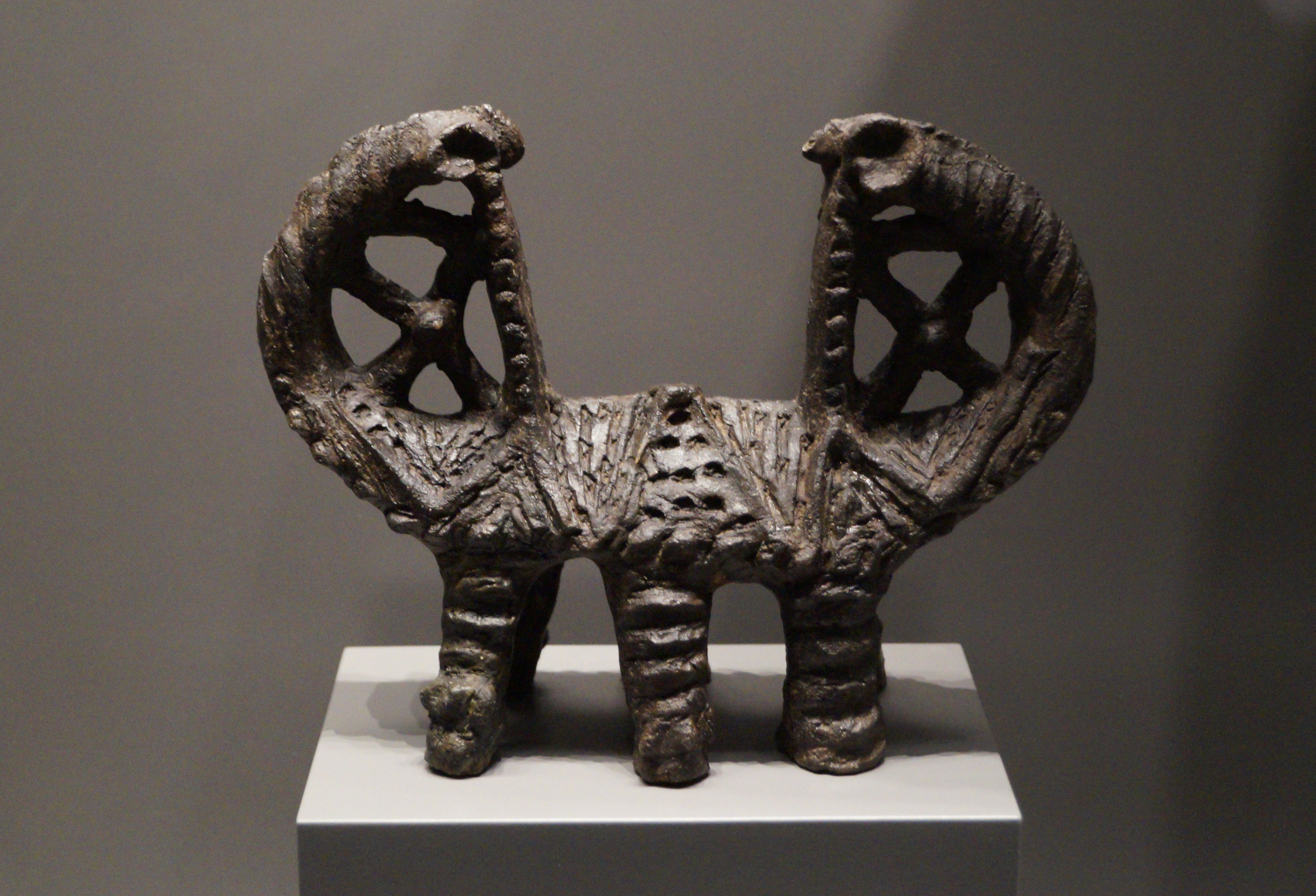
Au am Leithagebirge

Das Mondhorn (englisch Firedog) hat im spätbronzezeitlichen Haus insbesondere während der Urnenfelderzeit (1300 bis 800 v. Chr.) eine Rolle gespielt. Form, Verteilung innerhalb der Siedlung und gelegentliche Brandspuren auf der Oberfläche wiesen auf den Gebrauch am Herd; ggf. in der Funktion als Feueraltar hin. Ursprünglich wurden sie daher als Gestelle (Feuerböcke) zum Auflegen von Holzscheiten interpretiert.
Die meist als Einzelexemplare gefundenen Mondhörner sind in der Regel aus Ton hergestellt; es soll auch hölzerne Exemplare gegeben haben. Während die meisten durch ihre Formgebung mehrdeutig sind, zeigt das Mondidol vom Ebersberg (Kanton Zürich) eine Form die dem Stiergehörn sehr nahekommt.
Eisenzeitlich finden sich ritzverzierte Feuerböcke, die stilisierte Stierköpfe zeigen von Dänemark bis nach Griechenland. Abbildungen, die Mondböcke darstellen könnten wurden auf keltischen Münzen gefunden.
Ein seltenerer Mondhornfund wurde in dem gestörten Grab des 11. Jahrhunderts v. Chr. in Reinach im Kanton BL gemacht. Auf dem Kestenberg bei Möriken im Kanton Aargau fanden sich die Fragmente von mehr als sechs Mondhörnern. Bei Buxheim, Landkreis Eichstätt wurde ein Feuerbock in einer Siedlungsgrube gefunden.
Der Schweizer Martin Kerner hält das Mondhorn für ein astro-geodätisches Instrument. Ein mit neun Zacken und 5 horizontalen Löchern versehenenes Exemplar aus Mainz-Hechtsheim stützt scheinbar derartige Vermutungen. Auch eines der auf dem Kestenberg gefundenen Exemplare weist fünf solcher Löcher auf.